# Leichtathletik-Weltmeisterschaften 2022/Teilnehmer (Peru)
| Goldmedaillen | Silbermedaillen | Bronzemedaillen |
| ------------- | --------------- | --------------- |
| 2             | —               | —               |

Der Leichtathletikverband von Peru nahm an den Leichtathletik-Weltmeisterschaften 2022 in Eugene teil. Acht Athletinnen und Athleten wurden vom peruanischen Verband nominiert.

## Medaillengewinnerin
| Medaille | Athletin             | Disziplin   |
| -------- | -------------------- | ----------- |
| Gold     | Kimberly García León | 20 km Gehen |
| Gold     | Kimberly García León | 35 km Gehen |

## Ergebnisse

### Männer

#### Laufdisziplinen
| Athlet                  | Disziplin   | Vorlauf | Vorlauf | Halbfinale | Halbfinale | Finale       | Finale |
| Athlet                  | Disziplin   | Zeit    | Platz   | Zeit       | Platz      | Zeit         | Platz  |
| ----------------------- | ----------- | ------- | ------- | ---------- | ---------- | ------------ | ------ |
| Luis Henry Campos       | 20 km Gehen |         |         |            |            | 1:34:02 h    | 41     |
| César Augusto Rodríguez | 20 km Gehen |         |         |            |            | 1:20:59 h    | 10     |
| César Augusto Rodríguez | 35 km Gehen |         |         |            |            | 2:29:24 h NR | 16     |
| Luis Henry Campos       | 35 km Gehen |         |         |            |            | DNF          | DNF    |

#### Sprung/Wurf
| Athlet            | Disziplin  | Qualifikation | Qualifikation | Finale     | Finale |
| Athlet            | Disziplin  | Weite/Höhe    | Platz         | Weite/Höhe | Platz  |
| ----------------- | ---------- | ------------- | ------------- | ---------- | ------ |
| José Luis Mandros | Weitsprung | 7,71 m        | 25            | DNQ        | DNQ    |

### Frauen

#### Laufdisziplinen
| Athletin             | Disziplin   | Vorlauf | Vorlauf | Halbfinale | Halbfinale | Finale                        | Finale                        |
| Athletin             | Disziplin   | Zeit    | Platz   | Zeit       | Platz      | Zeit                          | Platz                         |
| -------------------- | ----------- | ------- | ------- | ---------- | ---------- | ----------------------------- | ----------------------------- |
| Aydee Loayza Huaman  | Marathon    |         |         |            |            | 3:04:16 h SB                  | 32                            |
| Jovana de la Cruz    | Marathon    |         |         |            |            | vom Wettbewerb ausgeschlossen | vom Wettbewerb ausgeschlossen |
| Soledad Torre        | Marathon    |         |         |            |            | vom Wettbewerb ausgeschlossen | vom Wettbewerb ausgeschlossen |
| Evelyn Inga          | 20 km Gehen |         |         |            |            | 1:38:23 h SB                  | 31                            |
| Kimberly García León | 20 km Gehen |         |         |            |            | 1:26:58 h NR                  | Gold                          |
| Kimberly García León | 35 km Gehen |         |         |            |            | 2:39:16 h CR AR NR            | Gold                          |
| Evelyn Inga          | 35 km Gehen |         |         |            |            | 2:56:04 h                     | 18                            |